# Brannockit
Das Mineral Brannockit (IMA-Symbol Bra) ist ein sehr selten vorkommendes Ringsilikat aus der Milaritgruppe innerhalb der Mineralklasse der Silikate und Germanate mit der Endgliedzusammensetzung K□2Sn4+2Li3Si12O30 (□: Leerstelle). Es kristallisiert mit hexagonaler Symmetrie und entwickelt Aggregate farbloser, plattiger Kriställchen von wenigen Millimetern Größe.
Brannockit findet sich in spät hydrothermalen Bereichen alkalireicher Pegmatite, in denen sich Lithium und Zinn angereichert haben. Neben seiner Typlokalität, der Foot Mine im Kings Mountain District, Cleveland County, North Carolina, USA, ist Brannockit bisher (Januar 2025) nur an zwei weiteren Lokalitäten in Washington, USA und in Tadschikistan gefunden worden.

## Etymologie und Geschichte
Entdeckt wurde Brannockit 1968 von C. Hudgins aus Marion, North Carolina, in der Foot Mine, einem Lithium-reichen Granit-Pegmatit bei Kings Mountain (North Carolina). Er spendete eine Probe dem National Museum of Natural History der Smithsonian Institution, wo sie von John S. White und seinen Mitarbeitern wissenschaftlich untersucht und als Li-Sn-Analog von Osumilith charakterisiert wurde. Sie benannten das Mineral nach dem Chemiker und Mineraliensammler Kent Combs Brannock (1923–1973) aus Kingsport, Tennessee, der wesentlich an der Beschreibung zahlreicher Minerale aus der Foot Mine beteiligt war.
Publiziert wurde die Entdeckung fünf Jahre später im The Mineralogical Record, einer Zeitschrift, die John S. White 1970 selbst gegründet hatte.

## Klassifikation
In der veralteten 8. Auflage der Mineralsystematik nach Strunz ist der Brannockit noch nicht verzeichnet. Einzig im Lapis-Mineralienverzeichnis nach Stefan Weiß, das sich aus Rücksicht auf private Sammler und institutionelle Sammlungen noch nach dieser alten Form der Systematik von Karl Hugo Strunz richtet, erhielt das Mineral die System- und Mineral-Nr. VIII/E.22-140. In der „Lapis-Systematik“ entspricht dies der Klasse der „Silikate und Germanate“ und dort der Abteilung „Ringsilikate“, wo Brannockit zusammen mit Agakhanovit-(Y), Almarudit, Armenit, Berezanskit, Chayesit, Darapiosit, Dusmatovit, Eifelit, Emeleusit, Faizievit, Friedrichbeckeit, Klöchit, Lipuit, Merrihueit, Milarit, Oftedalit, Osumilith, Osumilith-(Mg), Poudretteit, Roedderit, Shibkovit, Sogdianit, Sugilith, Trattnerit, Yagiit und Yakovenchukit-(Y) die „Milarit-Osumilith-Gruppe“ (VIII/E.22) bildet (Stand 2018).
Die von der International Mineralogical Association (IMA) zuletzt 2009 aktualisierte 9. Auflage der Strunz’schen Mineralsystematik ordnet den Brannockit ebenfalls in die Abteilung der „Ringsilikate (Cyclosilikate)“ ein. Diese ist weiter unterteilt nach der Struktur der Ringe, so dass das Mineral entsprechend seinem Aufbau in der Unterabteilung „[Si6O18]12−-Sechser-Doppelringe“ zu finden ist. Darin gehört es mit Almarudit, Armenit, Berezanskit, Chayesit, Darapiosit, Dusmatovit, Eifelit, Friedrichbeckeit, Klöchit, Merrihueit, Milarit, Oftedalit, Osumilith, Osumilith-(Mg), Poudretteit, Roedderit, Shibkovit, Sogdianit, Sugilith, Trattnerit und Yagiit zur „Milaritgruppe“ mit der System-Nr. 9.CM.05.
Die Systematik der Minerale nach Strunz (9. Auflage) wird von „Hudson Institute of Mineralogy“ in der Mineraldatenbank „Mindat.org“ weitergeführt. Hier gehört Brannockit in die Klasse „Silicate und Germanate“ und die Abteilung der „Ringsilikate“ (englisch [Cyclosilicates). Diese ist weiter unterteilt nach der Zähligkeit und Multiplizität der Silicatringe und Brannockit wird in der Unterabteilung „sechser-Doppelringe“ (englisch Si6O18]2- 6-membered double rings) mit der Systemnummer 9.CM geführt, zusammen mit den zuvor aufgeführten Mineralen der Milarit-Gruppe, den neu hinzugekommenen Mineralen Aluminosugilith und Laurentthomasit sowie dem verwandten Mineral Faizievit.
Auch die vorwiegend im englischen Sprachraum gebräuchliche Systematik der Minerale nach Dana ordnet den Brannockit in die Klasse der „Silikate und Germanate“, dort allerdings in die bereits feiner unterteilte Abteilung der „Ringsilikate: Kondensierte Ringe“ ein. Hier ist er in der „Milarit-Osumilith-Gruppe (Milarit-Osumilith-Untergruppe)“ mit der System-Nr. 63.02.01a innerhalb der Unterabteilung „Ringsilikate: Kondensierte, 6-gliedrige Ringe“ zu finden.

## Chemismus
Brannockit hat die Endgliedzusammensetzung K□2Sn4+2Li3Si12O30 und ist das Lithium-Zinn-Analog von Osumilith. Die empirische Zusammensetzung aus der Typlokalität ist
[12]K [6]Sn2 [4]Li3 [4]Si12O30, wobei in den eckigen Klammern die Koordinationszahl der jeweiligen Position in der Kristallstruktur angegeben ist.
Brannockit bildet Mischkristalle mit Berezanskit, Sogdianit und in geringem Maße Sugilith, was sich im Ersatz von Sn4+ durch Ti4+, Zr4+ und Hf4+ sowie dem gekoppelten Einbau von [6]Fe/Al3+ und [9]Na+ äußert.

## Kristallstruktur
Brannockit kristallisiert mit hexagonaler Symmetrie der Raumgruppe P6/mcc (Raumgruppen-Nr. 192) und den Gitterparametern a = 10.0167 Å und c = 14.2452 Å sowie zwei Formeleinheiten pro Elementarzelle. 
Brannockit ist isotyp zu Milarit, d. h., es kristallisiert mit der gleichen Struktur wie Milarit. Die 12-fach koordinierte C-Position ist voll besetzt mit Kalium (K+) und die 9-fach koordinierte B-Position ist unbesetzt. Zinn (Sn4+) besetzt die 6-fach koordinierte A-Position. Die tetraedrisch koordinierten T2-Position enthält ausschließlich Lithium (Li+). Die T1-Position, die die 6er-Doppelringe aufbaut, enthält nur Silizium (Si4+).

## Bildung und Fundorte
Brannockit bildet sich in der späten hydrothermalen Phase alkalireicher Pegmatite.
Weltweit ist Brannockit nur an drei Fundorten dokumentiert worden (Stand Januar 2025).
An seiner Typlokalität, der Foot Mine im Kings Mountain District, Cleveland Co., North Carolina, USA, findet sich Brannokit in Miarolen und Rissen. Er tritt hier zusammen mit Quarz, Albit, dem Mehrfach-Kettensilikat Bavenit, Pyrit, dem Hydroxid Tetrawickmanit und Titanit auf.
Dieser sehr mineralreiche Fundort ist die Typlokalität von 16 Mineralen (Stand Januar 2025). Brannockit ist dort das einzige Mineral der Milaritgruppe.
Der zweite dokumentierte Fundort ist ein alkalireicher Granit des Golden Horn Batholithen bei Liberty Bell/Washington Pass im Okanogan County, Washington, USA. Brannockit tritt hier mit dem Li-Zr-Osumilith Sogdianit und den Li-Na-Zr-6er-Doppelkettensilikat Zektzerit auf, das hier zuerst beschrieben worden ist.
In den Moränen des Dara-i-Pioz Massifs in Tadschikistan wurde Brannockit als sekundärmineral zusammen mit Sogdianit in Amphibol-Quarz-Feldspat-Blöcken gefunden. Weitere Minerale in dieen Blöcken sind Bulgakit, Mikroklin, Bafertisit, Aegirin, Calcybeborosilit-(Y), Thorit und Fluorit.